# Монмутшир
Мо́нмутшир (англ. Monmouthshire) — область у складі Уельсу. Розташована на південному сході країни. Адміністративний центр — Кумбран.

## Найбільші міста
Міста з населенням понад 5 тисяч осіб:
| № | Місто        | Населення, осіб (2001) |
| - | ------------ | ---------------------- |
| 1 | Абергейвенні | 14 055                 |
| 2 | Калдікот     | 11 248                 |
| 3 | Чепстоу      | 10 821                 |
| 4 | Монмут       | 8 547                  |
| 5 | Магор        | 5 876                  |